# Hiệp ước không xâm lược Ba Lan - Đức

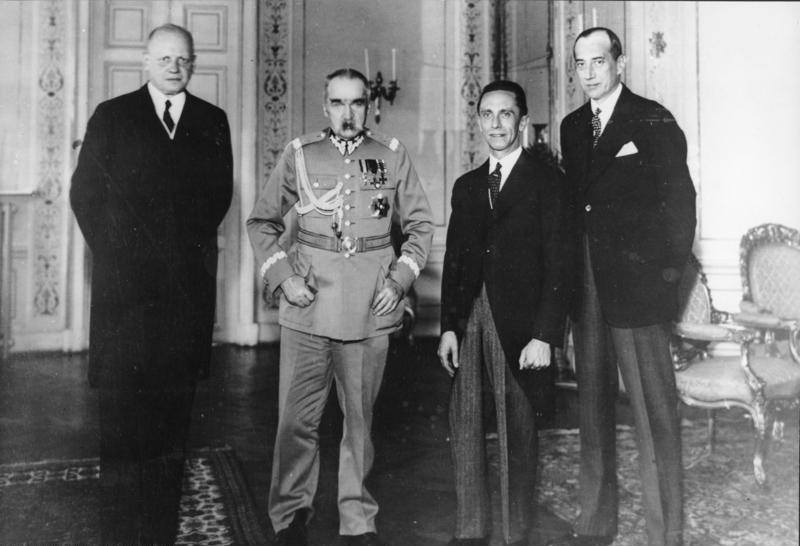
Đại sứ Đức, Hans-Adolf von Moltke, lãnh đạo Ba Lan Józef Piłsudski, Bộ trưởng Truyền thông Đức Joseph Goebbels và Józef Beck, Bộ trưởng Ngoại giao Ba Lan tại Warsaw vào ngày 15 tháng 6 năm 1934, 5 tháng sau khi ký Hiệp định Không-Hành hung Ba Lan-Đức.

Hiệp ước không xâm lược Đức-Ba Lan (tiếng Đức: Deutsch-polnischer Nichtangriffspakt, tiếng Ba Lan: Polsko-pakt o nieagresji) là một hiệp định quốc tế giữa Đức Quốc xã và Cộng hòa Ba Lan, ký ngày 26 tháng 1 năm 1934. Hai nước cam kết giải quyết Vấn đề của họ bằng các cuộc đàm phán song phương và từ bỏ xung đột vũ trang trong khoảng thời gian mười năm. Nó có hiệu quả hóa lại mối quan hệ giữa Ba Lan và Đức, trước đây đã bị căng thẳng bởi các tranh chấp biên giới phát sinh từ việc giải quyết lãnh thổ trong Hiệp ước Versailles. Đức đã công nhận biên giới của Ba Lan một cách hiệu quả và tiến tới chấm dứt một cuộc chiến tranh hải quan gây tranh cãi về kinh tế giữa hai nước đã diễn ra trong thập kỷ trước. Trước năm 1933 Ba Lan đã lo lắng rằng một số liên minh sẽ diễn ra giữa Đức và Liên bang Xô viết, với sự tổn hại của Ba Lan. Vì vậy, Ba Lan đã có một liên minh quân sự với Pháp. Đức quốc xã và những người Cộng sản là những kẻ cay đắng của nhau, vì thế khi Hitler lên nắm quyền năm 1933, khả năng liên minh thù nghịch có vẻ xa xôi. 

## Lý do của Piłsudski
Một trong những điểm nổi bật nhất của chính sách đối ngoại của Józef Piłsudski là đề xuất đồn đại của ông đối với Pháp để tuyên chiến với Đức sau khi Adolf Hitler lên nắm quyền, vào tháng 1 năm 1933. Một số sử gia viết rằng Piłsudski có thể đã cho rằng Pháp có khả năng hợp tác quân sự Chống lại Đức, nước này đã được công khai phản đối vì vi phạm Hiệp ước Versailles. Sự từ chối của Pháp có thể là một trong những lý do mà Ba Lan đã ký Hiệp ước Không xâm lược Đức-Ba Lan.